# Rue de la Wache
La rue de la Wache est une rue ancienne et piétonne du centre de Liège (Belgique) reliant la place de la République française aux abords de la collégiale Saint-Denis.

## Odonymie
Wache pourrait signifier en wallon d'une part un champ d'orge ou d'autre part une onde, une flaque ou une vague qui aurait rapport avec la présence toute proche du biez Saint-Denis, un des bras issus de la Sauvenière qui coulait jusqu'en 1823 à la place de la rue de la Régence actuelle. Une autre hypothèse serait que la famille delle Wege, qui y possédait un hôtel, aurait donné le nom à la rue. En 1627, la rue s’appelait ainsi rue delle Wage. 

## Historique
Cette très ancienne voie, connue dès le XIIe siècle (peut-être du XIe siècle) était jadis un axe important qui reliait la place aux Chevaux (actuelle place de la République française) à la collégiale Saint-Denis et allait en direction de la rive gauche de la Meuse via la rue Florimont. Aujourd'hui, cette voie piétonne assez étroite et dépourvue de commerces notoires est quelque peu délaissée par les passants.

## Architecture
Parmi les immeubles anciens que compte la rue, la maison située au no 2 date de 1692. Présente dans un cartouche de la travée centrale, la date de 1692 accompagne une fleur de lys sculptée. La façade érigée en pierre calcaire possède des baies jointives. Au n°1, la façade, en briques cimentées et calcaire, date du début du XVIIe siècle. 
Les immeubles situés aux nos 1, 8, 10 et 13 sont aussi repris à l'inventaire du patrimoine culturel immobilier de la Wallonie. 

## Voies adjacentes
- Place de la République française
- Rue Saint-Denis
- Rue Donceel
- Rue Pont-Thomas

### Source et bibliographie
- Yannik Delairesse et Michel Elsdorf, Le nouveau livre des rues de Liège, Liège, Noir Dessin Production, 2008, 512 p. (ISBN 978-2-87351-143-2 et 2-87351-143-5, présentation en ligne), page 420